# Portlet
O Portlet é um componente visual independente que pode ser utilizado para disponibilizar informações dentro de uma página Web. Um Portlet pode ser utilizado em qualquer portal, promovendo-se assim a reutilização. Esse fator fez com que este componente ganhasse grande popularidade junto as equipes de desenvolvimento de portais para Web.
A especificação JSR 168 surgiu com o intuito de criar um padrão para o desenvolvimento de "portlets" para portais baseados na plataforma Java. Na JSR 168, um Portlet é um componente para Web gerado por um container específico (portlet container) que processa um pedido e gera dinamicamente o conteúdo que será mostrado no cliente. São utilizados no contexto de um portal na camada de apresentação de um sistema de informação.